# Годе, Бенуа
Бенуа́ Годе́ (фр. Benoit Gaudet; род. 18 декабря 1979, Драммондвилл) — канадский боксёр, представитель легчайшей и полулёгкой весовых категорий. Выступал за сборную Канады по боксу в конце 1990-х — начале 2000-х годов, бронзовый призёр чемпионата мира, обладатель бронзовой медали Панамериканских игр, многократный победитель канадского национального первенства, участник летних Олимпийских игр в Афинах. В период 2005—2011 годов боксировал на профессиональном уровне, был претендентом на титул чемпиона мира по версии Всемирного боксёрского совета (WBC).

## Биография
Бенуа Годе родился 18 декабря 1979 года в городе Драммондвилл провинции Квебек, Канада.

### Любительская карьера
Первого серьёзного успеха на взрослом международном уровне добился в сезоне 1998 года, когда вошёл в состав канадской национальной сборной и побывал панамериканском чемпионате в Виннипеге, откуда привёз награду серебряного достоинства, выигранную в зачёте легчайшей весовой категории.
В 1999 году впервые стал чемпионом Канады по боксу в легчайшем весе, завоевал бронзовую медаль на чемпионате мира в Хьюстоне, тогда как на Панамериканских играх в Виннипеге попасть в число призёров не смог, уступив на стадии четвертьфиналов кубинцу Вальдемару Фонту.
На чемпионатах Канады 2000, 2001, 2002, 2003 годов неизменно становился победителем. Добавил в послужной список бронзовые награды, полученные в полулёгком весе на Играх Содружества в Манчестере и на Панамериканских играх в Санто-Доминго.
Благодаря череде удачных выступлений удостоился права защищать честь страны на летних Олимпийских играх 2004 года в Афинах — в стартовом поединке категории до 57 кг благополучно прошёл олимпийского чемпиона из Таиланда Сомлука Камсинга, тогда как во втором бою со счётом 16:28 потерпел поражение от представителя Южной Кореи Чо Сок Хвана.

### Профессиональная карьера
Вскоре по окончании афинской Олимпиады Годе покинул расположение канадской сборной и в феврале 2005 года успешно дебютировал на профессиональном уровне. В течение года одержал семь побед, в том числе завоевал титул чемпиона Канады в лёгкой весовой категории. Первое в профессиональной карьере поражение потерпел в июне 2006 года — оказался в нокауте в первом же раунде боя с малоизвестным мексиканцем Генри Архоной (16-8-1).
Несмотря на проигрыш, продолжил активно выходить на ринг и в ноябре 2007 года заполучил вакантный титул чемпиона Североамериканской боксёрской ассоциации (NABA) во втором полулёгком весе, который впоследствии дважды защитил.
Имея в послужном списке 20 побед и только одно поражение, в 2009 году Годе удостоился права оспорить титул чемпиона мира во второй полулёгкой весовой категории по версии Всемирного боксёрского совета (WBC), принадлежавший в то время мексиканскому боксёру Умберто Сото (46-7-2). Чемпионский бой между ними состоялся на арене MGM Grand в Лас-Вегасе, в итоге Сото победил техническим нокаутом в девятом раунде, тем самым сохранив за собой пояс чемпиона.
Годе оставался действующим боксёром вплоть до 2011 года — завершил карьеру после проигрыша техническим нокаутом непобеждённому соотечественнику Логану Макгиннесу (15-0-1) в бою за вакантный титул чемпиона NABA во втором полулёгком весе.